# Begijnhof Anderlecht

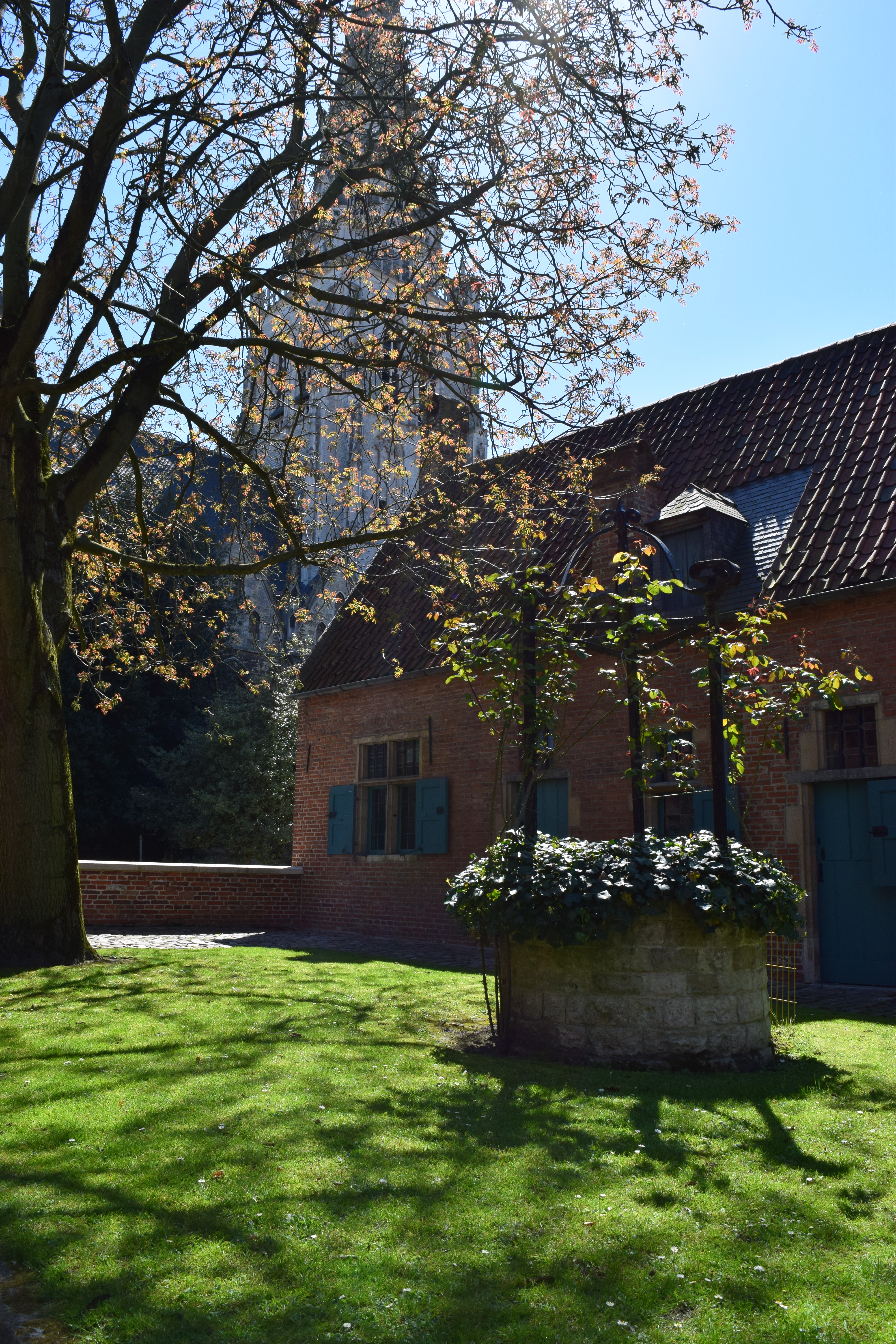
Begijnhof in Anderlecht met St. Guido kerk op de achtergrond.

Begijnhof van Anderlecht (ook bekend als het Klaphuis) is een historisch begijnhof gelegen in de Brusselse gemeente Anderlecht, dicht bij het Erasmushuis. Het werd oorspronkelijk in de 13e eeuw gesticht, met een eerste bewoning door slechts acht begijnen. Tegenwoordig maakt het begijnhof deel uit van een museum dat het leven van de begijnen en hun invloed op de gemeenschap tentoonstelt. Het ligt onder de schaduw van de 14e-eeuwse gotische collegiale Sint-Pieter-en-Sint-Guidokerk, gewijd aan de lokale heilige Sint-Guido, die hier in de 11e eeuw werd begraven.

## Geschiedenis
Het Begijnhof van Anderlecht werd opgericht in 1252, gelijktijdig met het Begijnhof van Brussel, wat het tot een van de oudste begijnhoven van België maakt. Het ontstaan ervan valt samen met een periode van groei voor de begijnenbeweging in de Nederlanden en het Rijnland. Gedurende de middeleeuwen stond het begijnhof onder leiding van een 'Grote Juffrouw', de begijnen legden geen eeuwige geloften af, maar hielden zich wel aan de geloften van kuisheid en gehoorzaamheid. Dit stelde hen in staat om in relatieve vrijheid te leven, terwijl ze toch actief deelnamen aan religieuze diensten. De begijnen waren gewaardeerd binnen de gemeenschap vanwege hun zorg voor zieken, hun aanwezigheid bij stervenden en hun onderwijs van arme kinderen.
In de 14e eeuw, toen de begijnenbeweging haar hoogtepunt bereikte, streefden sommige begijnhoven naar meer autonomie van de kerkelijke autoriteiten, wat leidde tot spanningen. In 1311 werd besloten dat de Brabantse begijnen onder rechtstreeks pauselijk toezicht zouden staan, wat later werd bekrachtigd door paus Johannes XXI in 1318. Na de Franse Revolutie werd het begijnhof in 1794 opgeheven, waarbij de bezittingen werden geconfisqueerd en overgedragen aan de gemeentelijke dienst voor openbare liefdadigheid. In de daaropvolgende jaren mochten de begijnen vaak in de gebouwen blijven wonen, hoewel hun levenswijze zich aanpaste aan de nieuwe situatie.
In de 20e eeuw werd het Begijnhof beschermd omgevormd tot een museum. Na een sluiting voor restauratiewerkzaamheden in 2021, wordt verwacht dat het vernieuwde museum in 2025 zijn deuren opent, met de focus op de geschiedenis van het begijnhof en de begijnenbeweging.

## Gebouwen

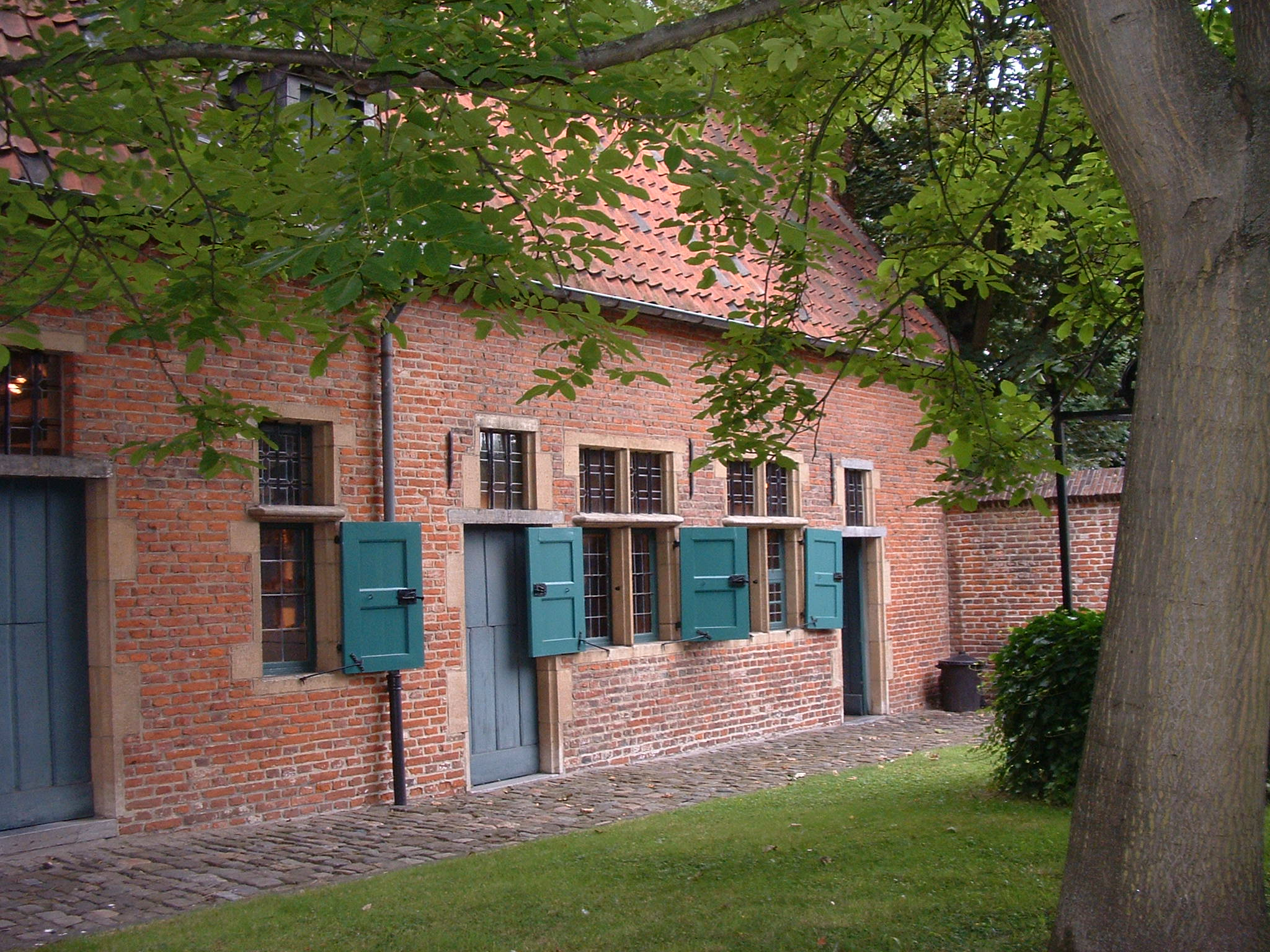
Begijnhof van Anderlecht

Oorspronkelijk bestond het Begijnhof uit twee huizen rondom een ommuurde binnenhof, waarbij de begijnen hun vaste plaatsen hadden in de nabijgelegen Sint-Pieter-en-Sint-Guidokerk, waar ze dagelijks de kerkdiensten bijwoonden. Na een brand in 1756 werden de gebouwen gerenoveerd en werd het grotere, beter verlichte gedeelte het woonvertrek van de Grote Juffrouw. In tegenstelling tot grotere begijnhoven zoals dat van Brussel, had het Begijnhof van Anderlecht een bescheidener uitstraling, maar het speelde een belangrijke rol in de lokale gemeenschap.